# Daniel Koshland
Daniel Edward Koshland Jr. (New York, 30 marzo 1920 – Walnut Creek, 23 luglio 2007) è stato un biochimico statunitense.
Si laureò in chimica all'Università della California - Berkeley. Dal 1941 al 1946 lavorò con Glenn Seaborg presso l'Università di Chicago per il progetto Manhattan. Nel 1949 conseguì il Ph.D. in chimica organica presso l'Università di Chicago.
Nel 1958 propose una modifica del modello chiave-serratura per spiegare la specificità degli enzimi formulando l'ipotesi dell'adattamento indotto: dal momento che gli enzimi sono strutture relativamente flessibili, egli suggerì che il sito attivo potesse continuamente modellarsi in base alla presenza o meno del substrato. Come risultato, il substrato non si lega semplicemente a un sito attivo rigido, ma genera un rimodellamento del sito stesso, che lo porta a un legame più stabile in modo da portare correttamente a termine la sua attività catalitica, come succede ad esempio per la esochinasi e per altri enzimi glicolitici. In alcuni casi, come avviene per le glicosidasi, anche il substrato può cambiare leggermente la propria forma all'ingresso nel sito attivo.

## Infanzia
Koshland è nato da una famiglia ebrea, figlio di Daniel E. Koshland Sr. ed Eleanor Haas, figlia del patriarca della famiglia Haas Abraham Haas. Il suo bisnonno era il mercante di lana Simon Koshland. Ha due fratelli: Frances "Sissy" Koshland Geballe e Phyllis Koshland Friedman. Suo padre è stato amministratore delegato di Levi Strauss & Co. dal 1955 al 1958 ed è ampiamente accreditato per aver salvato l'azienda durante la Grande Depressione.
La fortuna privata di Koshland, derivata da Levi Strauss, lo mise nelle liste delle persone più ricche d'America. Piuttosto che fare affidamento sulla sua fortuna, Koshland ha scelto di intraprendere una carriera nella scienza. Koshland ha scritto in un articolo autobiografico che ha deciso di diventare uno scienziato in terza media dopo aver letto due libri popolari sulla scienza, Microbe Hunters by Paul de Kruif e Arrowsmith di Sinclair Lewis.

## Carriera nella ricerca
Frequentando la Phillips Exeter Academy per il liceo, Koshland divenne quindi la terza generazione della sua famiglia a iscriversi all'Università della California, Berkeley, dove si specializzò in chimica. I cinque anni successivi, dal 1941 al 1946, furono trascorsi a lavorare con Glenn T. Seaborg presso l'Università di Chicago al progetto top-secret Manhattan, dove il suo team purificò il plutonio utilizzato per fabbricare la bomba atomica a Los Alamos.
Nel 1949, ha conseguito il dottorato di ricerca. in chimica organica presso l'Università di Chicago. I suoi primi lavori riguardavano la cinetica enzimatica presso il Brookhaven National Laboratory, Long Island e la Rockefeller University, New York. Questo lo ha portato a proporre il modello di adattamento indotto per la catalisi enzimatica. Dopo questo progresso, si è dedicato allo studio del modo in cui i batteri controllano i loro movimenti nella chemiotassi. Il laboratorio del Dr. Koshland ha fatto tre importanti scoperte riguardanti la fosforilazione delle proteine nei batteri. 
1. È stata identificata la prima proteina batterica fosforilata, l'isocitrato deidrogenasi.[13]
2. È stato dimostrato che la sostituzione di un residuo di aspartato per il residuo di serina che era fosforilata fa sì che la proteina si comporti come se fosse fosforilata.[14]
3. I regolatori della risposta nei sistemi regolatori a due componenti hanno dimostrato di essere fosforilati su un residuo di aspartato e di essere fosfatasi proteiche con un intermedio covalente.[15][16]

Ha guidato la riorganizzazione delle scienze biologiche a Berkeley, unendo 11 dipartimenti in tre. Nel 1992, la Koshland Hall prese il suo nome. L'edificio si trova accanto (e su alcuni piani collegati a) Barker Hall. La Koshland Hall ospita numerosi laboratori di biologia molecolare e cellulare, nonché di biologia vegetale e microbica.
Koshland è stato editore della rivista Science dal 1985 al 1995. Il suo saggio filosofico I sette pilastri della vita è spesso citato e discusso in termini di vita extraterrestre e artificiale, nonché di vita biologica.
Nel 1998, Koshland ha ricevuto l'Albert Lasker Special Achievement Award assegnato dalla Lasker Foundation per la ricerca medica negli Stati Uniti.  Nel 2008, il premio è stato ribattezzato Lasker-Koshland Special Achievement Award in Medical Science in onore di Koshland.

## Vita privata
È stato sposato con Marian Koshland (nata Elliot), una professoressa della UC Berkeley, dal 1946 fino alla sua morte nel 1997. Marian era figlia di una insegnante immigrata dalla Danimarca e un venditore di hardware di fede Battista. Daniel e Marian ebbero cinque figli: Ellen Koshland, Phyllis "Phylp" Koshland, James Koshland, Gail Koshland e Douglas Koshland. Il figlio di Koshland, Douglas Koshland, è un professore di genetica alla UC Berkeley. Daniel Koshland ha sostenuto la creazione del Museo della Scienza Marian Koshland facendo un importante regalo all'Accademia Nazionale delle Scienze in onore di Marian.
Dopo la morte di sua moglie nel 1997 si è risposato il 17 agosto 2000 con l'ex compagna di classe Yvonne Cyr San Jule. San Jule aveva quattro figli da matrimoni precedenti: il direttore d'orchestra Christopher Keene, Philip Keene, Elodie Keene e Tamsen (nata San Jule) Calhoon.